# Alfonso, el príncipe maldito
 (juillet 2024).
Si vous disposez d'ouvrages ou d'articles de référence ou si vous connaissez des sites web de qualité traitant du thème abordé ici, merci de compléter l'article en donnant les références utiles à sa vérifiabilité et en les liant à la section « Notes et références ».
Alfonso, el príncipe maldito (« Alphonse, le prince maudit ») est un film biographique espagnol inspiré de la vie d'Alphonse de Bourbon, l'héritier légitimiste de la couronne de France.

## Distribution
- José Luis García Pérez : Alphonse de Bourbon
- Cristina Peña : Carmen Martínez-Bordiú
- Fiorella Faltoyano : Emmanuelle de Dampierre
- Aníbal Soto : Marquis de Villaverde
- Guadalupe Lancho : Mirta Miller
- José Sánchez Orosa : Gonzalve de Borbón
- Fernando Gil : Juan Carlos Ier
- Pedro Miguel Martínez : Jacques de Bourbon
- María Delgado : La Seño
- Francisco Vidal : Francisco Franco
- Eric Bonicatto : Jean-Marie Rossi
- Arturo Arribas : Journaliste
- Guillermo Casta : Journaliste